# Giardiinae
Die Giardiinae sind eine Untergruppe einzelliger Geißeltierchen der Diplomonadida. Diese umfasst 44 Arten in drei Gattungen, die alle parasitär in Wirbeltieren leben. Von besonderer Bedeutung für den Menschen ist Giardia intestinalis, der Erreger der Giardiasis.

## Merkmale und Lebensweise
Unterscheidendes (diagnostisches) Merkmal von der Schwestergruppe, den Hexamitinae, ist das Fehlen eines Zellmunds. Von jeder Kinetide tritt am hinteren Ende eine Geißel aus, die zuvor die Zelle auf ganzer Länge im Zytoplasma durchläuft.
Alle Arten der Giardiinae sind Parasiten und leben als Endobionten in Amphibien, Nagetieren, Vögeln und Säugetieren.

## Systematik
Die Gruppe wurde 1978 als Unterfamilie einer Familie Hexamitidae von Eva Nohynkova und Jaroslav Kulda erstbeschrieben. Adl et al. führen sie – wie alle Taxa – als ohne Rang, platzieren sie aber ohne die übergeordneten Hexamitidae direkt als Untergruppe der Diplomonadida. Die innere Systematik ist unumstritten, die Gruppe umfasst drei Gattungen mit insgesamt 44 Arten, davon sind 41 Giardia-Arten:
- Giardia

- Brugerolleia
  - Brugerolleia algonquinensis

- Octomitus
  - Octomitus intestinalis
  - Octomitus neglecta

## Nachweise
1. ↑  Wiktionary: kinetid (englisch).
2. 1 2 3  Guy Brugerolle, John J. Lee: Order Diplomonadida, in: John J. Lee, G. F. Leedale, P. Bradbury (Hrsg.): An Illustrated Guide to the Protozoa. Band 2. Allen, Lawrence 2000, ISBN 1-891276-23-9, S. 1132–1133 (englisch).
3. ↑  Siehe die Seiten zu Giardia Kunstler bzw. Octomitus Prowazek, in: The Tree of Life Web Project, http://tolweb.org/, Tree of Life Web Project, 2008, Zugriff am 22. Oktober 2009
4. ↑  Sina M. Adl, Alastair G. B. Simpson, Mark A. Farmer, Robert A. Andersen, O. Roger Anderson, John A. Barta, Samual S. Bowser, Guy Bragerolle, Robert A. Fensome, Suzanne Fredericq, Timothy Y. James, Sergei Karpov, Paul Kugrens, John Krug, Christopher E. Lane, Louise A. Lewis, Jean Lodge, Denis H. Lynn, David G. Mann, Richard M. McCourt, Leonel Mendoza, Øjvind Moestrup, Sharon E. Mozley-Standridge, Thomas A. Nerad, Carol A. Shearer, Alexey V. Smirnov, Frederick W. Spiegel, Max F. J. R. Taylor: The New Higher Level Classification of Eukaryotes with Emphasis on the Taxonomy of Protists. The Journal of Eukaryotic Microbiology 52 (5), 2005; Seiten 399–451, PMID 16248873. doi:10.1111/j.1550-7408.2005.00053.x